# Bojové vozidlo pěchoty

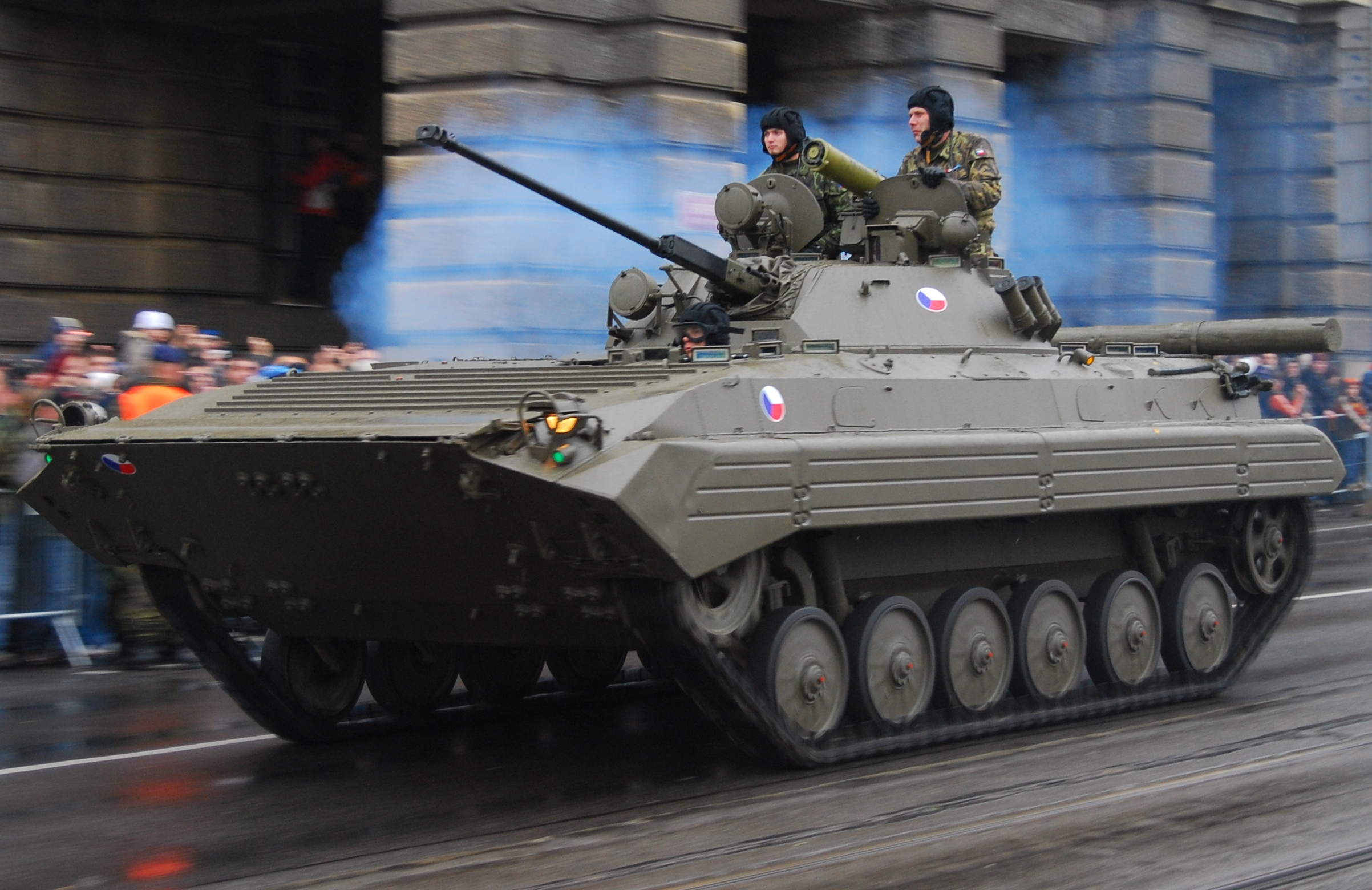
BVP-2 na přehlídce v Praze

Bojové vozidlo pěchoty (BVP), anglicky Infantry fighting vehicle (IFV), je typ bojového vozidla, užívaného k přesunu pěchoty na bojiště a její palebné podpoře. Mechanizovaná pěchota má díky bojovým vozidlům pěchoty možnost udržet na bojišti tempo s tankovými jednotkami. Postupně je zavedly všechny vyspělé armády a spolu s tanky se BVP stala hlavním úderným prostředkem manévrujících pozemních sil. Smlouva o konvenčních ozbrojených silách definovala BVP jako obrněná bojová vozidla, která jsou určena pro dopravu pěchotního družstva a mají ve výzbroji palnou zbraň ráže od 20 mm výše, tj. kanón. Typy vyzbrojené kulomety se označovaly jako obrněné transportéry, proti nimž BVP nabízejí kvalitnější palebnou sílu i lepší balistickou odolnost. Za bojová vozidla pěchoty se považovaly výhradně typy s pásovým podvozkem, ale jako odpověď na požadavek lehčích letecky přepravitelných jednotek pro nasazení v nejrůznějších oblastech světa jsou do výzbroje zaváděna též kolová bojová vozidla pěchoty.

## Obrněná bojová vozidla Československé armády od roku 1945
Po roce 1945 používala Československá armáda následující typy bojových vozidel: Bren Carrier, BPzV Svatava, BRDM-1, BRDM-2, BRM-1, BTR-50, BVP-1, BVP-2, Humber II., MT-LB, OT-59 (OT-810), OT-62, OT-64, OT-65, OT-90, SdKfz 250, SdKfz 251.